# Lliga catalana de bàsquet masculina 1999-2000
Fou la 20a edició de la Lliga catalana de bàsquet. Per tercera vegada consecutiva es repeteix la final entra la Penya i el Manresa, amb victòria aquesta vegada pels del Bages.

## Semifinals
| Equip 1   | Marcador | Equip 2  |
| --------- | -------- | -------- |
| Girona    | 62–80    | Manresa  |
| Barcelona | 69–71    | Joventut |

| 30 agost 1999 20:30 | CB Girona                                                         | 62–'80' | Bàsquet Manresa                                               | Pavelló Municipal Girona-Fontajau, Girona Assistència: 3.337 espectadors Àrbitres: Mitjana, Guirau, Martínez |
| 30 agost 1999 20:30 | Resultat per meitats: 27-44, 35-36                                |         |                                                               | Pavelló Municipal Girona-Fontajau, Girona Assistència: 3.337 espectadors Àrbitres: Mitjana, Guirau, Martínez |
| 30 agost 1999 20:30 | Pts: Middletton 18 Rebs: Middletton 11 Assist: Laso 4 Rec: Laso 5 |         | Pts: Montañez 20 Rebs: Perry 6 Assist: Vázquez 4 Rec: Perry 3 | Pavelló Municipal Girona-Fontajau, Girona Assistència: 3.337 espectadors Àrbitres: Mitjana, Guirau, Martínez |

| 31 agost 1999 20:30 | FC Barcelona                                                         | 69–'71' | Club Joventut Badalona                                                | Palau Blaugrana, Barcelona Assistència: 3.800 espectadors Àrbitres: Amorós, Fernández, Galerón |
| 31 agost 1999 20:30 | Resultat per meitats: 41-35, 28-36                                   |         |                                                                       | Palau Blaugrana, Barcelona Assistència: 3.800 espectadors Àrbitres: Amorós, Fernández, Galerón |
| 31 agost 1999 20:30 | Pts: Digbeu 13 Rebs: Dueñas 8 Assist: Goldwire 3 Rec: De la Fuente 3 |         | Pts: López 15 Rebs: Palmer 9 Assist: Jofresa 3 Rec: Mumbrú, Jofresa 3 | Palau Blaugrana, Barcelona Assistència: 3.800 espectadors Àrbitres: Amorós, Fernández, Galerón |

## Final
| 2 setembre 1999 20:30 | Bàsquet Manresa                                                         | '81'–65 | Club Joventut de Badalona                                              | Palau d'Esports de Granollers, Granollers Assistència: 3.000 espectadors Àrbitres: Martín, Alzuria, Guillén |
| 2 setembre 1999 20:30 | Resultat per meitats: 43–43, 38–22                                      |         |                                                                        | Palau d'Esports de Granollers, Granollers Assistència: 3.000 espectadors Àrbitres: Martín, Alzuria, Guillén |
| 2 setembre 1999 20:30 | Pts: Vázquez 22 Rebs: Perry 14 Assist: Vázquez 5 Rec: Millera, Singla 5 |         | Pts: Biota 13 Rebs: Martínez 9 Assist: Jofresa 5 Rec: Houston, López 3 | Palau d'Esports de Granollers, Granollers Assistència: 3.000 espectadors Àrbitres: Martín, Alzuria, Guillén |